# Paasberg (Arnhem)
De Paasberg is een wijk in Arnhem, grenzend aan het dorp Velp. De wijk is gebouwd in de eerste helft van de twintigste eeuw.
Het bekendste gebouw in de wijk is Museum Bronbeek, een museum en verzorgingstehuis voor veteranen (m/v), zowel van het Nederlandse Leger als van het Koninklijk Nederlandsch-Indisch Leger.
Aan de westkant van de wijk ligt Sportpark De Paasberg, waar sportvereniging De Paasberg gevestigd is.
Aannemer Sanders mocht in de jaren 50 wat nu de Paasberglaan heet bebouwen. Het bedrijf bouwde een villawijk. De aannemer zelf betrok het huis op nummer 19, wat zich onder andere onderscheidt van de andere huizen in de straat door het gebrandschilderde raam boven de voordeur, dat door het personeel van de aannemerij werd geschonken.